# Takuya Yokoyama
Takuya Yokoyama (横山 拓也 Yokoyama Takuya?), född 29 juni 1985 i Shizuoka prefektur, är en japansk före detta fotbollsspelare.
Yokoyama började sin karriär 2004 i Urawa Reds. Med Urawa Reds vann han japanska ligan 2006 och japanska cupen 2005, 2006. 2007 flyttade han till Montedio Yamagata. Efter Montedio Yamagata spelade han för Ehime FC och Fujieda MYFC. Han avslutade karriären 2010.